# Centro Federal de Educação Tecnológica Celso Suckow da Fonseca
Univerza v Celso Suckow da Fonseca (Centro Federal de Educação Tecnológica Celso Suckow da Fonseca, Cefet-RJ) je ena najstarejših univerz v Braziliji, saj je bila prvič ustanovljena že 1917.